# Allgemeine Sonderschule St. Anton
Die Allgemeine Sonderschule St. Anton ist eine Sonderschule in Bruck an der Großglocknerstraße.

## Geschichte
Eine Erhebung des Land Salzburg ergab den Bedarf, Hilfsschulen und Institutionen für behinderte Menschen zu schaffen. Der Obmann des Caritasverbandes von Salzburg, Franz Fiala, kaufte mit ausländischer Hilfe im August 1921 das neben dem Franziskanerkloster St. Anton im Pinzgau befindliche Traunergut in Hundsdorf bei Bruck im Pinzgau samt der dazugehörigen Landwirtschaft und richtete eine Stätte für geistig behinderte Kinder ein, die von Vöcklabrucker Franziskanerinnen betreut wurden. Die Franziskaner übernahmen die Seelsorge für die Schwestern und den Religionsunterricht für die Kinder. Nach schwierigen Adaptierungsarbeiten wurden im Frühjahr 1923 im Heim und Schule die ersten Zöglinge aufgenommen. Dies war das erste Kinderdorf in Österreich. In der privaten Hilfsschule in Hundsdorf wurden 33 Kinder unterrichtet. Im März 1925 wurde ihr das Öffentlichkeitsrecht verliehen. Nach und nach erwarb der Caritasverband Salzburg auch die anderen Gebäude des Weilers Hundsdorf. Das daraus entstandene kleine Dorf für behinderte Kinder wurde 1931 aus Anlass der 700-Jahr-Feier des Todes des hl. Antonius von Padua in St. Anton umbenannt. Während der Nationalsozialistischen Herrschaft wurde das Kloster im Juli 1941 aufgehoben und vermietet. Es durfte nur mehr ein Pater zur Betreuung der Kirche in St. Anton bleiben. Im Rahmen der NS-Euthanasie wurde im Juni 1940 ohne jede Vorankündigung begonnen, Bewohner abzuholen und in andere Anstalten zu verbringen. Mindestens 47 ehemalige Bewohner der früheren Caritas-Anstalt St. Anton wurden Opfer der NS-Euthanasie, der Kindereuthanasie bzw. dezentraler Anstaltstötungen. Jeder 10. Bewohner, der von 1923 bis August 1944 aufgenommen wurde, wurde ermordet. Nach dem Zweiten Weltkrieg wurde das Kloster den Franziskanern wieder zurückerstattet. Im Jahr 1952 wurden 88 Schüler unterrichtet. Im August 1954 wurde die private Hilfsschule von St. Anton durch Beschluss des Salzburger Landtages zur öffentlichen Sonderschule erklärt.

## Architektur und Gebäude
Die Schule ist Teil der Gesamtanlage Caritasanstalt St. Anton. Die Gesamtanlage steht unter Denkmalschutz.

## Pädagogische Arbeit, Ausstattung und Angebote
Die Allgemeine Sonderschule St. Anton hat 10 Klassen und 50 Schüler. (Stand: 2014/15)
Im Jahr 2013 wurde die Schule mit dem Sonderpreis zum Österreichischen Schulpreis ausgezeichnet.